# Charles Brackeen
Charles Brackeen, né à Oklahoma City (Oklahoma) le 13 mars 1940 et mort le 5 novembre 2021 à Carson (Californie), est un saxophoniste (ténor, soprano, alto) américain né à Oklahoma City (Oklahoma) le 13 mars 1940.

## Discographie
- 1974 : Charles' Concept

Avec Ahmed Abdullah
- 1987 : Mystery of Two

Avec Don Cherry et le Jazz Composer's Orchestra
- 1973 : Relativity Suite

Avec Dennis Gonzalez
- 1989 : The Desert Wind

Avec Paul Motian
- 1977 : Prelude (1977)
- 1977 : Dance (1977)
- 1979 : Le voyage (1979)
- 1987 : Bannar (1987)